# Flotylla

Proporzec dowódcy flotylli okrętów (od 1990)

Flotylla – związek taktyczny mający w swoim składzie dywizjony i (lub) grupy okrętów jednej albo różnych klas oraz jednostki brzegowe. Flotylla okrętów składać się może z jednorodnych lub różnorodnych sił. Jest odpowiednikiem dywizji w Wojskach Lądowych oraz Siłach Powietrznych.
Także –  większa grupa statków dowolnego typu (rybackich, jachtów, okrętów wojennych...) płynących razem. Termin pochodzący z języka hiszpańskiego.

## Skład flotylli
Flotylla, będąca największą częścią floty, składa się z brygad oraz dywizjonów okrętów. Liczba brygad może wynosić 2–4, a dywizjonów 4–12. Siły stanowią jednostki pływające jednej klasy (np. niszczyciele, okręty podwodne) lub podobnego przeznaczenia (np. okręty uderzeniowe, obrony przeciwminowej, czy rzeczne). Zazwyczaj każda flota zawiera 2–4 flotylle.

## Polskie flotylle
W Polsce istniały następujące flotylle okrętów
- Flotylla Wiślana w Toruniu (1918–1924);
- Flotylla Rzeczna Marynarki Wojennej w Pińsku (1922–1939);
- Flotylla Trałowców w Gdyni (1946–1947);
- Flotylla Okrętów Desantowych w Świnoujściu (1956–1965);
- 9 Flotylla Obrony Wybrzeża w Helu (1965 do 28 grudnia 2006).

Obecnie w skład polskiej Marynarki Wojennej wchodzą flotylle okrętów
- 3 Flotylla Okrętów w Gdyni (od 1971);
- 8 Flotylla Obrony Wybrzeża w Świnoujściu (od 1965).